# Музей Феликса Нуссбаума
Музей Феликса Нуссбаума (нем. Felix-Nussbaum-Haus Osnabrück) — художественный музей в нижнесаксонском городе Оснабрюк, в котором хранится более двух сотен картин художника Феликса Нуссбаума; является самым крупным собранием работ автора в мире. Здание музея было построено по проекту американского архитектора Даниэля Либескинда — является первым зданием, созданным Либескиндом.